# کاساک (بلغارستان)
کاساک (به بلغاری: Kasak) یک منطقهٔ مسکونی در بلغارستان است که در شهرستان دوسپات واقع شده‌است. کاساک ۳۸٫۲۳۱ کیلومتر مربع مساحت و ۸۰۹ نفر جمعیت دارد و ۱٬۳۳۸ متر بالاتر از سطح دریا واقع شده‌است.